# Prostor verovatnoće
U teoriji verovatnoće, prostor verovatnoće ili triplet verovatnoće {\displaystyle (\Omega ,{\mathcal {F}},P)} je matematička konstrukcija kojom se modeluju procesi stvarnog sveta (ili „eksperimenti”) koji se sastoje od stanja koja se slučajno javljaju. Prostor verovatnoće je konstruisan sa određenom vrstom situacije ili eksperimenta na umu. Smatra se da svaki put kada se pojavi takva vrsta, skup mogućih ishoda je isti i da su verovatnoće iste.
Prostor verovatnoće sastoji se od tri dela:
1. Prostor uzoraka, {\displaystyle \Omega }, koji je skup svih mogućih ishoda.
2. Skup događaja {\displaystyle {\mathcal {F}}}, gde je svaki događaj skup koji sadrži nula ili više ishoda.
3. Dodela verovatnoća događajima; to jest, funkcija {\displaystyle P} od događaja do verovatnoće.

Ishod je rezultat pojedinačnog izvršenja modela. Budući da pojedinačni ishodi mogu biti od malo praktične koristi, primenjuju se složeniji događaji za karakterizaciju grupa ishoda. Kolekcija svih takvih događaja je σ-algebra {\displaystyle {\mathcal {F}}}. Na kraju, postoji potreba da se precizira verovatnoća da se svaki događaj dogodi. To se vrši pomoću funkcije mere verovatnoće, {\displaystyle P}.
Nakon što se utvrdi prostor verovatnoće, pretpostavlja se da „priroda” odabira pojedinačan ishod, {\displaystyle \omega }, iz prostora uzorka {\displaystyle \Omega }. Za sve događaje u {\displaystyle {\mathcal {F}}} koji sadrže odabrani ishod {\displaystyle \omega } (treba imati u vidu da je svaki događaj podskup od {\displaystyle \Omega }) se kaže da su se „dogodili”. Selekcija koju vrši priroda odvija se na takav način da ako bi se eksperiment ponavljao beskonačno mnogo puta, relativne učestalosti pojavljivanja svakog od događaja bi se poklopile sa verovatnoćama koje je propisala funkcija {\displaystyle P}.
Ruski matematičar Andrej Kolmogorov je uveo pojam prostora verovatnoće, zajedno sa drugim aksiomima verovatnoće, tokom 1930-ih. Danas postoje alternativni pristupi za aksiomatizaciju teorije verovatnoće, npr. algebra slučajnih promenljivih.
Ovaj se članak bavi matematikom manipulisanja verovatnoćama. U članku „interpretacije verovatnoće” opisano je nekoliko alternativnih pogleda na to šta „verovatnoća” znači i kako to treba tumačiti. Pored toga, bilo je pokušaja da se konstruišu teorije za količine koje su notaciono slične verovatnoći, ali ne poštuju sva njena pravila; videti, na primer, slobodnu verovatnoću, rasplinutu logiku, teoriju mogućnosti, negativnu verovatnoću i kvantnu verovatnoću.

## Definicija
Ukratko, prostor verovatnoće je prostor mere tako da je mera celog prostora jednaka jedinici.
Proširena definicija je sledeće: prostor verovatnoće je triplet {\displaystyle (\Omega ,{\mathcal {F}},P)} koji se sastoji od:
- prostor uzorka {\displaystyle \Omega } - proizvoljni neprazni skup,[10][11]
- σ-algebra {\displaystyle {\mathcal {F}}\subseteq 2^{\Omega }} (koja se takođe naziva σ-polje) - skup podskupova od {\displaystyle \Omega },[12][13][14] koji se nazivaju događaji,[15][16][17] tako da:
  - {\displaystyle {\mathcal {F}}} sadrži prostor uzoraka: {\displaystyle \Omega \in {\mathcal {F}}},
  - {\displaystyle {\mathcal {F}}} je zatvoren pod komplementima: ako je {\displaystyle A\in {\mathcal {F}}}, onda je takođe {\displaystyle (\Omega \setminus A)\in {\mathcal {F}}},
  - {\displaystyle {\mathcal {F}}} je zatvoren pod prebrojivim unijama: ako je {\displaystyle A_{i}\in {\mathcal {F}}} za {\displaystyle i=1,2,\dots }, tada je isto tako {\displaystyle \textstyle (\bigcup _{i=1}^{\infty }A_{i})\in {\mathcal {F}}}
    - Zaključak iz prethodna dva svojstva i De Morganovih zakona[18][19][20] je da je {\displaystyle {\mathcal {F}}} takođe zatvoren pod prebrojivim presecima: ako je {\displaystyle A_{i}\in {\mathcal {F}}} za {\displaystyle i=1,2,\dots }, onda je takođe {\displaystyle \textstyle (\bigcap _{i=1}^{\infty }A_{i})\in {\mathcal {F}}}

- mera verovatnoće {\displaystyle P:{\mathcal {F}}\to [0,1]} — funkcija na {\displaystyle {\mathcal {F}}} takva da:
  - P je prebrojivo aditivna[21] (takođe zvana σ-aditivna): ako {\displaystyle \{A_{i}\}_{i=1}^{\infty }\subseteq {\mathcal {F}}} je prebrojiva kolekcija uparenih nepresecajućih skupova,[22][23] onda je {\displaystyle \textstyle P(\bigcup _{i=1}^{\infty }A_{i})=\sum _{i=1}^{\infty }P(A_{i}),}
  - mera celokupnog prostora uzoraka je jednaka jedan: {\displaystyle P(\Omega )=1}.

## Literatura
- Pierre Simon de Laplace (1812). Analytical Theory of Probability.
- Andrei Nikolajevich Kolmogorov (1950). Foundations of the Theory of Probability.
- Harold Jeffreys (1939). The Theory of Probability.
- Edward Nelson (1987) Radically Elementary Probability Theory
- Patrick Billingsley. Probability and Measure. John Wiley & Sons.. New York, Toronto, London, 1979.
- Henk Tijms (2004). Understanding Probability.
- David Williams (1991). Probability with martingales.
- Gut, Allan (2005). Probability: A Graduate Course. Springer. ISBN 0-387-22833-0.
- Rokhlin, V. A. (1952), On the fundamental ideas of measure theory (PDF), Translations, 71, American Mathematical Society, стр. 1—54, Архивирано из оригинала (PDF) 04. 03. 2016. г., Приступљено 02. 03. 2020. Translated from Russian: Рохлин, В. А. (1949), „Об основных понятиях теории меры”, Математический Сборник (Новая Серия), 25 (67): 107—150
- von Neumann, J. (1932), „Einige Sätze über messbare Abbildungen”, Annals of Mathematics, Second Series, 33: 574—586, doi:10.2307/1968536
- Halmos, P. R.; von Neumann, J. (1942), „Operator methods in classical mechanics, II”, Annals of Mathematics, Second Series, Annals of Mathematics, 43 (2): 332—350, JSTOR 1968872, doi:10.2307/1968872
- Haezendonck, J. (1973), „Abstract Lebesgue–Rohlin spaces”, Bulletin de la Societe Mathematique de Belgique, 25: 243—258
- de la Rue, T. (1993), „Espaces de Lebesgue”, Séminaire de Probabilités XXVII, Lecture Notes in Mathematics, 1557, Springer, Berlin, стр. 15—21
- Petersen, K. (1983), Ergodic theory, Cambridge University Press
- Itô, K. (1984), Introduction to probability theory, Cambridge University Press
- Rudolph, D. J. (1990), Fundamentals of measurable dynamics: Ergodic theory on Lebesgue spaces, Oxford: Clarendon Press
- Sinai, Ya. G. (1994), Topics in ergodic theory, Princeton University Press
- Kechris, A. S. (1995), Classical descriptive set theory, Springer
- Durrett, R. (1996), Probability: theory and examples (Second изд.)
- Wiener, N. (1958), Nonlinear problems in random theory, M.I.T. Press
- Bourbaki, Nicolas, Elements of mathematics, Hermann (original), Addison-Wesley (translation)
- Eisenbud, David; Harris, Joe (2000), The Geometry of Schemes, Springer-Verlag, ISBN 978-0-387-98638-8, doi:10.1007/b97680.
- Gowers, Timothy; Barrow-Green, June; Leader, Imre, ур. (2008), The Princeton Companion to Mathematics, Princeton University Press, ISBN 978-0-691-11880-2.
- Itô, Kiyosi, ур. (1993), Encyclopedic dictionary of mathematics (second изд.), Mathematical society of Japan (original), MIT press (translation)
- Halmos, Paul, Naive Set Theory. Princeton, NJ: D. Van Nostrand Company, 1960. Reprinted by Springer-Verlag, New York, 1974.  0-387-90092-6 (Springer-Verlag edition). Reprinted by Martino Fine Books, 2011.  978-1-61427-131-4 (paperback edition).
- Jech, Thomas (2002), Set Theory, Springer Monographs in Mathematics (3rd millennium изд.), Springer, ISBN 3-540-44085-2
- Graham, Malcolm (1975), Modern Elementary Mathematics (2nd изд.), Harcourt Brace Jovanovich, ISBN 0155610392
- Whittle, Peter (2000). Probability via Expectation (4th изд.). New York, NY: Springer. ISBN 978-0-387-98955-6. Приступљено 24. 9. 2012.
- Springer, Melvin Dale (1979). The Algebra of Random Variables. Wiley. ISBN 0-471-01406-0. Приступљено 24. 9. 2012.

## Spoljašnje veze
- Sazonov, V.V. (2001). „Probability space”.  Ур.: Hazewinkel Michiel. Encyclopaedia of Mathematics. Springer.  978-1556080104.
- Weisstein, Eric W. „Prostor verovatnoće”. MathWorld.